# Lliga sudanesa de futbol
La Lliga sudanesa de futbol (Sudan Premier League) és la màxima competició futbolística del Sudan, organitzada per la Federació Sudanesa de Futbol. Va ser creada l'any 1962.

## Clubs participants temporada 1919-20
- Alamal SC Atbara
- Al-Ahli Club (Atbara)
- Al Ahli Club (Merowe)
- Al Ahli SC (Khartoum)
- Al-Ahly Shendi
- Al-Falah SC (Atbara)
- Al-Hilal Club
- Al-Hilal ESC (Al-Fasher)
- Al-Hilal SC (Kadougli)
- Al Khartoum SC
- Al-Merreikh SC (Al-Fashir)
- Al-Merrikh SC
- Al Rabita Kosti
- Al-Shorta SC (El-Gadarif)
- El-Hilal SC El-Obeid
- Hay Al-Arab SC
- Hay Al-Wadi SC

## Historial
Font:
- 1962:  Al-Hilal Omdurman (1)
- 1963: no es disputà
- 1964:  Al-Hilal Omdurman (2)
- 1965:  Al-Hilal Omdurman (3)
- 1966:  Al-Hilal Omdurman (4)
- 1967:  Al-Hilal Omdurman (5)
- 1968:  Al Mourada Omdurman (1)
- 1969:  Burri Khartoum (1)
- 1970:  Al-Merrikh Omdurman (1)
- 1971:  Al-Merrikh Omdurman (2)
- 1972:  Al-Merrikh Omdurman (3)
- 1973:  Al-Merrikh Omdurman (4)
- 1974 (1a):  Al-Hilal Omdurman (6)
- 1974 (2a):  Al-Merrikh Omdurman (5)
- 1975:  Al-Merrikh Omdurman (6)
- 1976: no es disputà
- 1977:  Al-Merrikh Omdurman (7)
- 1978:  Al-Merrikh Omdurman (8)
- 1979: no es disputà
- 1980: no es disputà
- 1981:  Al-Hilal Omdurman (7)
- 1982:  Al-Merrikh Omdurman (9)
- 1983:  Al-Hilal Omdurman (8)
- 1984:  Al-Hilal Omdurman (9)
- 1985:  Al-Merrikh Omdurman (10)
- 1986:  Al-Hilal Omdurman (10)
- 1987:  Al-Hilal Omdurman (11)
- 1988:  Al-Hilal Omdurman (12)
- 1989:  Al-Hilal Omdurman (13)
- 1990:  Al-Merrikh Omdurman (11)
- 1991:  Al-Hilal Omdurman (14)
- 1992:  Al-Hilal Port Sudan (1)
- 1993:  Al-Merrikh Omdurman (12)
- 1994:  Al-Hilal Omdurman (15)
- 1995:  Al-Hilal Omdurman (16)
- 1996:  Al-Hilal Omdurman (17)
- 1997:  Al-Merrikh Omdurman (13)
- 1998:  Al-Hilal Omdurman (18)
- 1999:  Al-Hilal Omdurman (19)
- 2000:  Al-Merrikh Omdurman (14)
- 2001:  Al-Merrikh Omdurman (15)
- 2002:  Al-Merrikh Omdurman (16)
- 2003:  Al-Hilal Omdurman (20)
- 2004:  Al-Hilal Omdurman (21)
- 2005:  Al-Hilal Omdurman (22)
- 2006:  Al-Hilal Omdurman (23)
- 2007:  Al-Hilal Omdurman (24)
- 2008:  Al-Merrikh Omdurman (17)
- 2009:  Al-Hilal Omdurman (25)
- 2010:  Al-Hilal Omdurman (26)
- 2011:  Al-Merrikh Omdurman (18)
- 2012:  Al-Hilal Omdurman (27)
- 2013:  Al-Merrikh Omdurman (19)
- 2014:  Al-Hilal Omdurman (28)
- 2015:  Al-Merrikh Omdurman (20)
- 2016:  Al-Hilal Omdurman (29)
- 2017:  Al-Hilal Omdurman (30)
- 2018:  Al-Merrikh Omdurman (21)
- 2018-19:  Al-Merrikh Omdurman (22)
- 2019-20:  Al-Merrikh Omdurman (23)
- 2020-21:  Al-Hilal Omdurman (31)
- 2021-22:  Al-Hilal Omdurman (32)
- 2022-23: